# Парламентские выборы в Германии (2002)
Выборы в бундестаг 2002 года — 15-е демократические выборы в Германии, состоявшиеся 22 сентября 2002 года. По итогам выборов продолжила своё существование «красно-зелёная» коалиция СДПГ и «Зелёных». Канцлером остался лидер СДПГ Герхард Шрёдер, а министром иностранных дел и вице-канцлером — лидер «Зелёных» Йошка Фишер. Главным конкурентом Шрёдера на выборах выступил представлявший альянс ХДС-ХСС председатель Христианско-социального союза Эдмунд Штойбер, которому удалось сократить своё отставание от СДПГ и их союзников, «зелёных».
«Красно-зелёная» коалиция получила на выборах 22 592 874 голоса (47,1 %) против 22 013 162 (45,9 %) у их оппонентов ХДС/ХСС и СвДП. Партия демократического социализма не сумела преодолеть 5%-ный барьер и провела лишь двух своих кандидатов, избранных по одномандатным округам. НДПГ получила 0,45 % голосов, Республиканцы 0,6 %.
Основным вопросом, поднятыми во время предвыборной кампании, были экономические преобразования «красно-зелёной» коалиции. Важной темой стала готовящаяся война в Ираке, непопулярная среди населения. На итогах выборов сказалась также личная популярность Герхарда Шрёдера.
Начиная с этих выборов в Германии стала использоваться система информации избирателей  Вал-о-мат.

## Результаты выборов
Вместо прежних 669 депутатов на выборах 2002 года было избрано 603.
| Партия    | Лидер            | Голосов    | %      | Мест | Δ    |
| --------- | ---------------- | ---------- | ------ | ---- | ---- |
| СДПГ      | Герхард Шрёдер   | 18 484 560 | 38,5 % | 251  | ▼ 47 |
| ХДС       |                  | 14 164 183 | 29,5 % | 190  | ▼ 8  |
| ХСС       | Эдмунд Штойбер   | 4 311 513  | 9,0 %  | 58   | ▲ 11 |
| «Зелёные» | Йошка Фишер      | 4 108 314  | 8,6 %  | 55   | ▲ 8  |
| СвДП      | Гидо Вестервелле | 3 537 466  | 7,4 %  | 47   | ▲ 4  |
| ПДС       | Габи Циммер      | 1 915 797  | 4,0 %  | 2    | ▼ 34 |
| Другие    |                  | 1 458 471  | 3,0 %  | 0    | 0    |